# Salto Kommunale
Salto Kommunale ist eine Sitcom des ZDF, mit Wolfgang Stumph, Achim Wolff, Angelika Milster und Hans-Jürgen Schatz in den Hauptrollen.

## Handlung
Salto Kommunale ist die Fortsetzung der Sitcom Salto Postale: Der ehemalige Postangestellte Wolfgang Stankoweit arbeitet nach der Schließung des Postamtes in der Gemeindeverwaltung von Niederbörnicke. Nach Beendigung seiner Probezeit muss er sich unter der eigenwilligen Bürgermeisterin Ingrid Schikaneder (Angelika Milster) einiges gefallen lassen, will er doch selber in der Gemeinde mitreden. Rudi Reschke als Kollege Stankoweits sieht der Ämterteilung zu und hält seinen Freund Wolle, wo es geht, zurück. Bürokratieprobleme sowie die Entwicklungen in ostdeutschen Amtsstuben nach der Wende werden kabarettistisch in der Serie bearbeitet. Später wird Maximilian Mäßig zum Bürgermeister gewählt und steht im Quälen seiner Untergebenen seiner Vorgängerin in nichts nach.

## Charaktere
Wolfgang Wolle Stankoweit
Stankoweit ist der typische Mitarbeiter in einem Gemeindeamt. Ständig möchte er für sich und seinem Freund Rudi mehr Gehalt oder bessere Arbeitsbedingungen erreichen. Dabei versteht es Stankoweit hinter den Worten manche Kritik zu verbergen, die den sturen und eigenwilligen Chefs meistens nicht auffallen, wohl aber dem Zuschauer. Außerdem gibt es auch wieder den in Salto Postale eingeführten Running Gag des telefonischen Nachfragens bei Mitgliedern der Bundesregierung, der die eigentliche Handlung kurz unterbricht.
Rudi Reschke
Rudi Reschke ist ein Verlierertyp, er möchte nicht weiterkommen in seinem Beruf und lässt sich von den Reizen und den neuen Möglichkeiten nach der Wende oft verführen, dank Stankoweits Kontrolle und seinem Durchblick fällt Reschke zwar hin und wieder tief, aber nie wirklich um. Reschke wartet schließlich nur noch auf seine Pension, denn das Leben ist ihm vorher schon zu viel. Wenn Stankoweit sich wieder mit der Politik anlegt, versucht Reschke ihn zu bremsen, was ihm nie gelingt. Reschke ändert sich also zu seinem Auftreten in Salto Postale nicht.
Ingrid Schikaneder
Ingrid Schikaneder ist die Bürgermeisterin und direkte Vorgesetzte von Stankoweit und Reschke. Die Bürgermeisterin möchte Gemeindeland verkaufen, um an Geld zu kommen. Zu diesem Zweck stellt sie einen Verwaltungsfachmann ein, es ist Stankoweits früherer Chef Maximilian Mäßig. Schon bald kommt es nach Erinnerungen an die Zeit bei der Post zu erneuten Machtkämpfen, Mäßig wird es zunächst zu viel und er flüchtet, schon ab der zweiten Staffel wird jedoch Mäßig zum neuen Bürgermeister gewählt und der Streit beginnt von vorn.
Maximilian Mäßig
Herr Mäßig ist der prototypische Wessi und Bürgermeister von Niederbörnicke. Seine Methoden gefallen weder Stankoweit oder Reschke, noch den Bürgern von Niederbörnicke, die sich über Abgaben wundern, von denen sie vor kurzem nicht geträumt hätten. Mäßig wundert sich über die Arbeitsmoral seiner Ost-Kollegen, kommt aber selbst auch in die Bedrängnis, als es um Korruption und Schiebung geht. Schließlich ist auch er auf die Hilfe seiner Untergebenen angewiesen, doch Dankbarkeit ist auch ihm ein Fremdwort. Auch Mäßigs Charakter ist als Fortsetzung zu Salto Postale zu sehen.

## Gastrollen
Christel Peters – als Johanna Isolde Kaiser (Bürgerin)Die „gute“ Frau Kaiser ist Stammkundin im Gemeindeamt, sie weiß alles und mischt auch mal richtig mit, legt sich sogar gerne mit Eindringling Herrn Mäßig an

## Ende der Serie
Im Jahr 2002 endete die Serie, als sich vor allem Wolfgang Stumph anderen Projekten widmen wollte. Zum 60. Geburtstag von Hauptdarsteller Wolfgang Stumph wurde 2006 ein dreiteiliges Serien-Special unter dem Namen Salto Speziale ausgestrahlt.